# Slaget ved Sdr. Felding
Slaget ved Sdr. Felding fandt sted den 10. februar 1942 i den midt-vestjyske landsby Sdr. Felding, hvor lokale unge mænd kom i voldsomt sammenstød med en gruppe danske nazister fra Danmarks national-socialistiske Arbejder-Parti (DNSAP). Episoden udspillede sig i forsamlingshuset, hvor DNSAP havde annonceret et politisk møde. Lokale borgere, herunder medlemmer af den lokale gymnastikforening, modsatte sig mødet og konfronterede de fremmødte nazister, der var bevæbnede med gummiknipler og en hundepisk. Slaget resulterede i flere tilskadekomne og blev senere omtalt i danske medier som en tidlig og symbolsk modstandshandling mod nazismen i det besatte Danmark. I alt blev 23 personer tiltalt i sagen, der vakte betydelig lokal opmærksomhed.

## Historisk baggrund
Ved begyndelsen af 1942 havde Danmark været besat af Nazityskland i knap to år. Besættelsen havde indtil videre været præget af den såkaldte samarbejdspolitik mellem den danske regering og den tyske besættelsesmagt. Trods dette samarbejde eksisterede der en udbredt folkelig modvilje mod nazismen og mod Danmarks nationalsocialistiske arbejderparti (DNSAP), som i stigende grad forsøgte at vinde opbakning gennem offentlige møder i landets byer og landsbyer.
DNSAP, med Frits Clausen som partifører, søgte aktivt at promovere Hitlers idé om et "nyt Europa" og arrangerede i 1941 og 1942 en række møder i hele landet. Disse møder blev ofte mødt med ligegyldighed eller stille protest fra lokalbefolkningen, men i nogle tilfælde opstod der konfrontationer. Ét af disse tilfælde fandt sted i Sdr. Felding, en landsby med få hundrede indbyggere sydvest for Herning, hvor lokal modstand mod et annonceret nazistisk møde eskalerede til fysisk sammenstød.

## Optakten til slaget
Som led i DNSAP’s mødeaktiviteter ønskede partiet at afholde et offentligt arrangement i Sdr. Felding tirsdag den 10. februar 1942 kl. 20. Mødet skulle finde sted i Sdr. Felding Forsamlingshus og var annonceret i lokalpressen med oplæg om "Det nye Europa", præsenteret af pastor A. Jørgensen fra Feldballe og partiets repræsentant Anton Andersen fra Borbjerg.
Forsamlingshusets formand, gårdejer Jens Jensen fra Drongstrup, havde givet tilladelse til mødet, til trods for at gymnastikforeningen traditionelt havde faste aftaler om brug af salen tirsdag og fredag aften. Utilfredsheden var stor blandt de lokale unge, særligt i gymnastikforeningen, som flere gange forinden havde måttet aflyse træninger. Da det stod klart, at nazisterne ville benytte salen på netop en gymnastikaften, udløste det massiv lokal modstand.
En gruppe unge mænd, hvoraf flere samledes omkring skrædderlærlingen Ejnar Lindhardt Sørensen, begyndte at organisere modstand mod mødet i de kommende dage før mødet. Gruppen kaldte sig selv "De Frie Danske" og sendte trusselsbreve til lokale DNSAP-medlemmer fra Sdr. felding, samt de to talere. Brevene indeholdt både advarsler og satiriske underskrifter såsom "Erik Scavenius" og premierminister "Neville Chamberlain", hvilket senere blev en del af retssagen.
På selve dagen opstod der forhandlinger mellem gymnastikforeningen og Anton Andersen om at udsætte mødet, men uden resultat. Nazisterne valgte at møde op, nogle bevæbnede med hjemmelavede knipler og en hundepisk, mens den lokale befolkning, herunder mange unge mænd, samledes i forsamlingshuset – både som deltagere i gymnastikken og som tilskuere.

## Slaget i forsamlingshuset
Omkring kl. 21 ankom en gruppe medlemmer af Danmarks Nationalsocialistiske Arbejderparti (DNSAP) til Sdr. Felding Forsamlingshus, hvor den lokale gymnastikforening fortsat var i gang med deres træning. Gruppen, som omfattede både lokale og tilrejsende medlemmer, havde forinden lejet salen med henblik på at afholde et politisk møde. DNSAP-repræsentanten Anton Andersen fremviste en skriftlig bekræftelse på lejemålet og tilkendegav, at gruppen ønskede adgang til lokalet.
Situationen udviklede sig hurtigt til en konfrontation. Ifølge vidneudsagn og efterfølgende retsdokumenter blev der fra DNSAP’s side fremvist og medbragt slagvåben. Dette blev ifølge flere vidner opfattet som en trussel, hvilket udløste et fysisk sammenstød mellem de tilstedeværende DNSAP-medlemmer og en større gruppe lokale borgere, hvoraf flere var aktive i gymnastikforeningen.
Slagsmålet varede kun få minutter, men var intenst. Flere deltagere blev slået omkuld, og en række personer pådrog sig fysiske skader. Nogle af DNSAP-medlemmerne blev ført ud af salen af andre tilstedeværende, mens andre flygtede til fods eller i de medbragte biler. Konfrontationen fortsatte delvist uden for forsamlingshuset, hvor der også forekom sammenstød.
En række personer blev efterfølgende behandlet for skader, herunder gruppefører Kaj Henry Larsen, som blev indlagt i 16 dage med hjernerystelse og ansigtsskader.

## Efterspil og retssag
Umiddelbart efter episoden i Sdr. Felding valgte det lokale politi at indtage en lav profil. Det vurderedes, at åben omtale i pressen eller i myndighedsudtalelser kunne få uforudsigelige konsekvenser, særligt med hensyn til den tyske besættelsesmagts reaktion. Derfor blev der i første omgang ikke rapporteret detaljeret om hændelsen i medierne.
Denne tilbageholdenhed kunne dog ikke opretholdes, efter at nogle af medlemmerne af DNSAP indgav en anmeldelse om vold. Lokale borgere havde overvejet at gøre det samme, men DNSAP’s anmeldelse kom først. Som følge heraf blev et hold betjente fra København sendt til området for at efterforske sagen.
De første anholdelser fandt sted omkring 19. februar, og omtale af sagen begyndte at fremgå i lokale aviser den 19. og 20. februar. Her fremgik det blandt andet, at seks personer var blevet anholdt og efterfølgende løsladt ved et lukket retsmøde. Det blev også oplyst, at flere af de DNSAP-medlemmer, som var blevet kørt til sygehuset i Herning, var alvorligt kvæstet.
Forsvarerne for de tiltalte fra Sdr. Felding fremhævede under sagen, at konflikten opstod som reaktion på, at DNSAP-medlemmer mødte op bevæbnede, og at flere havde oplevet det som en provokation. DNSAP’s repræsentant og forsvarer, landsretssagfører H.C. Bryld, argumenterede derimod for, at det var hans klienter, der blev angrebet, og at der var tale om et overgreb på et lovligt politisk møde. Han protesterede desuden mod brugen af betegnelsen "nazister" i retten og bad i stedet om, at begrebet "nationalsocialister" blev anvendt.
Retten fandt, at der havde været gensidige angreb, men at anvendelsen af knipler havde spillet en udløsende rolle i konfrontationen. I alt blev 14 personer dømt – én til 60 dages fængsel, flere til hæfte i 30 eller 40 dage, og resten til bøder. Fire af de tiltalte fra Sdr. Felding blev frifundet. De to DNSAP-medlemmer, som var til stede under retssagen og deltog i slagsmålet, blev ligeledes idømt bøder. To andre DNSAP-medlemmer, som også var tiltalt, havde forinden forladt landet, og sagen mod dem blev derfor ikke gennemført. 
Efter domsafsigelsen blev der lokalt iværksat en privat indsamling for at støtte de dømte fra Sdr. Felding. Indsamlingen blev organiseret af mejeribestyreren i byen. Der blev indsamlet et beløb, der var tilstrækkeligt til at dække samtlige bøder samt støtte til familien til den person, der skulle afsone den længste frihedsstraf. Den lokale opbakning kom også til udtryk under retssagen, hvor borgere fra Herning betalte for måltider til de tiltalte og sørgede for forsyninger som tobaksvarer.

## Medieomtale og offentlig reaktion
De første omtaler af hændelsen i den danske presse fremkom først omkring ti dage efter episoden. Den 19. og 20. februar 1942 kunne man i lokale aviser læse, at seks personer var blevet anholdt i forbindelse med et slagsmål i Sdr. Felding. Aviserne beskrev episoden som et alvorligt sammenstød, hvor flere personer var blevet indlagt på sygehuset med forskellige skader. Blandt andet nævnte Herning Folkeblad, at episoden kunne være undgået, hvis der havde været politi til stede på aftenen.
Danske medier valgte generelt at behandle sagen som en voldsepisode snarere end en politisk begivenhed. På trods af den tyske besættelse og den gældende censurlovgivning blev omtalen ikke begrænset af myndighederne. Det er muligt, at dette skyldtes, at det var DNSAP, der havde indgivet anmeldelsen, og at de i offentlighedens øjne blev opfattet som den angrebne part.
I dagene efter episoden forsøgte DNSAP selv at skabe øget opmærksomhed omkring sagen gennem egne kanaler. Den 19. februar 1942 bragte partiets ugeblad National-Socialisten et åbent brev til justitsminister Eigil Thune Jacobsen på forsiden. Artiklen var ledsaget af billeder af sårede partimedlemmer, herunder Carlo Mikkelsen, Charles Jepsen Larsen og Kaj Henry Larsen, som var blevet kvæstet under sammenstødet i Sdr. Felding.
Der findes beretninger om, at episoden blev nævnt i udsendelser fra både BBC's dansksprogede nyhedsprogrammer og amerikanske radiostationer, som et eksempel på dansk modstand mod nazismen. Disse omtaler har dog ikke kunnet dokumenteres entydigt i arkiver eller optagelser og må derfor betragtes som ubekræftede.
I lokalområdet førte episoden til forskellige reaktioner. Sognepræsten William Johansen kritiserede episoden offentligt fra prædikestolen den følgende søndag, og tog afstand fra anvendelsen af vold. Dette udløste spændinger mellem præsten og en del af menigheden, især fordi han i forvejen var kendt for kontakt med tyske soldater og for udtalelser, som af nogle blev opfattet som tyskvenlige. Præsten blev senere interneret af frihedsbevægelsen i maj 1945 og kom for en tjenestemandsdomstol. Han genoptog ikke embedet i sognet.

## Eftermæle
Episoden i Sdr. Felding fik ikke blot lokal opmærksomhed, men blev i samtiden også tolket som et tidligt eksempel på folkelig modstand mod nazistiske strømninger i Danmark. I dagene omkring episoden havde japanske styrker erobret den britiske flådebase i Singapore, hvilket affødte et populært udsagn i danske kredse: “Singapore faldt, men Sdr. Felding holdt.” Udsagnet blev brugt i både humoristisk og patriotisk sammenhæng og afspejlede, hvordan episoden blev tillagt symbolsk betydning.  
Sdr. Felding-slaget fik desuden konsekvenser i lokalområdet. Ifølge samtidige beretninger meldte flere landboere sig ud af den da hastigt svindende L.S.-bevægelse, som i dele af landet havde fået forbindelser til DNSAP. Der blev ikke foretaget yderligere forsøg på at afholde nazistiske møder i byen, og forsamlingshuset blev i de følgende år udelukkende brugt til lokale aktiviteter.
I 1956 blev det gamle forsamlingshus erstattet af en ny bygning på samme placering. Idag er også dette forsamlingshus revet ned, og er nu erstattet af et sognehus. Slaget i Sdr. Felding har siden da indtaget en særstilling i lokalhistorien og har i enkelte sammenhænge været omtalt i bredere fortællinger om den spirende modstand i Danmark under besættelsen.